# FIFA 11
FIFA 11, conhecido como FIFA Soccer 11 na América do Norte, é a décima oitava edição de FIFA para videogames. O jogo foi desenvolvido pela EA Canada, e foi lançado e publicado pela EA Sports em 28 de setembro de 2010 na América do Norte, 30 de setembro de 2010 na Austrália e 1 de outubro de 2010 na Europa para todas as plataformas, exceto Wii. A versão Wii foi lançada dia 1 de outubro de 2010 na Europa e Austrália e em 4 de outubro de 2010 na América do Norte. A versão de FIFA 11 para Windows é a primeira da série a usar o mesmo motor do jogo feito para os consoles PlayStation 3 e Xbox 360.

## Novos recursos
- Motor Next Gen (Windows): O motor de jogo que é usado pelo PlayStation 3 e Xbox 360 agora será usado no FIFA 11 para Microsoft Windows.
- Mundo FIFA (Windows)- Isso permitirá que o jogador personalize o seu avatar online, competir com jogadores de todo o mundo e lutar por posições no ranking .
- Personalidade + (Xbox 360, PlayStation 3)- é um sistema que visa melhorar a forma que as habilidades dos jogadores individuais são refletidos no jogo, resultando em uma maior diferenciação entre os cunhão. Personalidade + utiliza um banco de dados contendo 36 atributos e 57 caracteres para cada jogador, mantido por uma rede mundial de 1700 escuteiros, editores e revisores.
- Passe Pro (Xbox 360, PlayStation 3)- é um novo sistema de passe onde a precisão do próprio jogador, com o controle, bem como a situação e as habilidades dos jogadores em campo, determina a precisão de cada passe.
- Centro de Criação (Xbox 360, PlayStation 3)- é um novo aplicativo baseado na Web que permite ao usuário criar material para fazer o download para o seu console e compartilhar com seus amigos. Times criados, nomes dos times, uniformes e os jogadores podem ser personalizados e os jogadores podem ser editadas num modo mais profundo do que antes. Criar um jogador, escolhendo sua aparência, acessórios e atributos e, em seguida, criar uma equipe original com um escudo distinto.
- Trilhas Sonoras - Pela primeira vez na série, o jogador será capaz de criar sua própria trilha sonora personalizada, importando a sua música favorita no jogo. Gritos de torcida personalizados também podem ser importados e os hinos do clube e cantos pode ser configurado para tocar durante as apresentações, intervalo, depois dos gols, ou no final das partidas. nome pro virtual do jogador pode ser entoado no estádio.
- Career Mode (Xbox 360, PlayStation 3, Playstation 2, PSP)- O modo Be a Pro e o modo Pro Manager foram fundidos no novo modo de carreira, onde o jogador pode escolher ser um jogador, dirigente ou jogador-treinador durante quinze temporadas. Muitas mudanças foram feitas para o Career Mode, sendo que, quando contratar os novos jogadores, o jogador deverá pagar uma taxa de transferência com o clube , mas também outras demandas pessoais do jogador, o clube também poderia concordar com uma taxa de 2 equipes para um jogador, mas o jogador vai discutir os termos pessoais com ambos os clubes antes de tomar uma decisão. A diretoria do clube pode decidir o gerente de uma extensão de contrato ou não, isso dependerá de determinados objetivos a ser cumpridos, ou se sentir que você tem potencial como um gerente. A avaliação de reputação gerente ainda está no jogo e vai para cima ou para baixo dependendo de seus esforços. Regular E- mails aparecerão do treinador dizendo sobre o crescimento do jogador, e seum jogador está ganhando ou perdendo classificação geral, o treinador também vai falar sobre os jogadores que estão batendo forma e irá sugerir-lhe incluir na sua linha de arranque para o próximo jogo ou dar-lhes um pouco mais de responsabilidade . Na tela de crescimento jogador que você também irá receber os comentários do treinador como "atingiu o seu potencial, não vai crescer mais" ou "poderia desenvolver-se rapidamente se for dado tempo de jogo". Um alocador de novo orçamento também tem sido aplicada, o jogador pode ajustar o controle deslizante para tudo o que desejo, se vai ser uma divisão 80/20 com £ 50 milhões para gastar e R $ 200K do orçamento do salário ou um 60/40 e que pode ser 40 milhões de libras para gastar e R $ 250 mil do orçamento de salários. Isso dá uma certa flexibilidade, se você está tentando comprar jogadores específicos, mas não tenho o salário para cobri-lo, ou não precisa do salário e querem um pouco mais de dinheiro livre. Há um limite no entanto, ao fazer isso, você receber a notificação isso só está disponível 3 vezes para que o jogador deve tomar as suas decisões com sabedoria.
- Futebol de Rua (Wii, NDS)- Os jogadores podem agora jogar 5 vs 5 futebol de rua, bem como a tradicional 11 vs 11. Cada jogador rua tem um estilo diferente de jogo com habilidades únicas de jogo, e pela primeira vez, na cabeça dentro de casa para brincar com muitas outras funcionalidades personalizáveis.
- Goleiro Intelligence (Todas as plataformas) - Goleiros têm agora mais urgência e melhor percepção do que para interceptar bolas soltas, resultando em um sistema mais ágil e poderosa pressa. Os goleiros estão mais ágeis e pode ficar melhor salva. A nova tecnologia de animação oferece entortar posicionamento goleiro jogo realista e dinâmica, resultando em mais variadas oportunidades de gol .
- Leaderboard Manual (Xbox 360, PlayStation 3 e Windows)- Foi confirmado que haverá um cabeçalho separado deste ano para os jogadores que usam a configuração de controle manual.
- Celebrações Melhor (Xbox 360, PlayStation 3 ) Celebrações agora usar a câmera do jogo ao invés de cutscenes em separado. É também confirmou que companheiros de equipe pode agora juntar-se nas celebrações. Também, os jogadores só mais qualificados ou acrobática pode executar as celebrações mais acrobáticos, como um back flip. FIFA 11 também inclui as celebrações dos jogadores assinatura, que pode fazer com um simples premir de um botão.
- 11x11- A EA Sports confirmou que agora o goleiro também podera ser comandado pelo jogador como no be a pro com jogadores de linha, agora be a goalkeeper. No modo online ocorrerá jogos 11x11.

## Demo
A demo do FIFA 11 foi publicada pela EA Sports dia 13 de setembro de 2010, sendo possível fazer o download para as seguintes plataformas: PlayStation 3, pela PS Store, para Microsoft Windows, pelo site oficial da EA e para Xbox 360, mas que só era possível fazer o download os assinantes do pacote ouro da Live, e para os usuários prata a partir somente do dia 23 de setembro de 2010.
Barcelona, Bayer Leverkusen, Chelsea, Juventus, Lyon e Real Madrid são os times disponíveis para jogar na versão demo. O Arsenal e o Emirates Stadium podiam ser liberados através de 10 vitórias, ao instalar o jogo e cumprir alguns requisitos.

## Ligas
| - Bundesliga - 2. Bundesliga - A-League - Bundesliga da Austria - Primeira Divisão Belga - Brasileirão[1] - K-League - Superliga - Premier League Escocesa - Liga BBVA - Liga Adelante | - Major League Soccer - Ligue 1 - Ligue 2 - Premier League - Football League Championship - Football League One - Football League Two - Liga da Irlanda - Serie A[2] - Serie B[3] | - Primeira Divisão Mexicana - Tippeligaen - Eredivisie - Ekstraklasa - Liga Zon Sagres[4] - Gambrinus liga - Premier League Russa - Allsvenskan[5] - Axpo Super League - Süper Lig |

Resto do Mundo
| - AEK Atenas - Boca Juniors - Kaizer Chiefs - Olympiakos - Orlando Pirates | - Panathinaikos - PAOK - River Plate - Classic XI - World XI |

[1] Brasileirão - Atlético-GO, Avaí, Ceará, Goiás, Grêmio Prudente, Guarani, Internacional e Vitória não licenciados.

[2] Serie A - Palermo não licenciado.

[3] Serie B - Somente Empoli e Frosinone licenciados.

[4] Liga Zon Sagres - Marítimo e Portimonense não licenciados.

[5] Allsvenskan - AIK Solna não licenciado.

### Seleções nacionais
| - África do Sul* - Alemanha - Argentina - Austrália - Áustria - Bélgica - Brasil* - Bulgária - Camarões* - China - Coreia do Sul - Croácia - Dinamarca | - Equador* - Escócia - Eslovênia - Espanha - Estados Unidos - Finlândia* - França - Grécia - Hungria* - Inglaterra - Irlanda - Irlanda do Norte - Itália | - México - Noruega - Nova Zelândia - Países Baixos - Polónia* - Portugal - Tchéquia - Romênia* - Rússia* - Suécia - Suíça* - Turquia - Uruguai* |

* Equipes sem uniformes licenciados.

## Trilha sonora
As seguintes músicas aparecem no jogo:
| - Adrian Lux - "Can't Sleep" - Ana Tijoux - "1977" - The Black Keys - "Tighten Up" - Caribou - "Odessa" - Charlotte Gainsbourg - "Trick Pony" - Chromeo - "Don't Turn The Lights On" - Choc Quib Town - "El Bombo (Toquemen el Bombo)" - Dan Black - "Wonder" - Dapuntobeat - ":0 (Dos Punto Cero)" - Dum Dum Girls - "It Only Takes One Night" - Ebony Bones - "W.A.R.R.I.O.R." - Gorillaz - "Rhinestone Eyes" - Groove Armada - "Paper Romance" - Howl - "Controller" - Jónsi - "Around Us" - Jump Jump Dance Dance - "White Picket Fences" - Ladytron - "Ace of Hz" | - LCD Soundsystem - "I Can Change" - Linkin Park - "Blackout" - Locnville - "Sun In My Pocket" - Malachai - "Snowflake" - Maluca - "El Tigeraso" - Mark Ronson feat. Simon Le Bon e Wiley - "Record Collection" - Massive Attack - "Splitting the Atom" - MGMT - "Flash Delirium" - The Pinker Tones - "Sampleame" - Ram di Dam - "Flashbacks" - Scissor Sisters - "Fire With Fire" - Tulipa Ruiz - "Efêmera" - Two Door Cinema Club - "I Can Talk" - We Are Scientists - "Rules Don't Stop" - Yeasayer - "O.N.E." - Zémaria - "The Space Ahead" |